# Січеславська Набережна
Січеславська Набережна — вулиця-бульвар, що розташована уздовж правого берега річки Дніпро у центральній частині міста Дніпро.

## Назва
Після здобуття Україною незалежності на початку 1918 року і проголошення Української Народної Республіки була запропонована назва Січеслав, що нагадувало б про козацький характер цього краю. Саме на честь Січеслава й названо центральну частину набережної.

## Опис
Січеславська набережна проходить від Амурського (Старого) мосту на схід до Мерефо-Херсонського залізничного мосту. Належить до Центрального, Шевченківського й Соборного районів міста. Довжина — 4700 метрів.
За Амурським мостом Січеславська набережна переходить у Заводську набережну, а після Мерефо-Херсонського мосту, — продовжується набережною Перемоги.
Біля Амурського мосту, поряд з Річковим вокзалом, утворилася площа Десантників. Посередині Січеславської набережної розташовано Центральний («Новий») міст.
Проходить історичними районами: Камінням, Половицею й Фабрикою.
Січеславська набережна є частиною великої набережної, яка уздовж правого берега Дніпра, разом із Заводською набережною та набережною Перемоги, має довжину понад 23 км, що робить її найдовшою набережною в Європі.
Вважається однією з найкрасивіших вулиць Дніпра.

## Історія

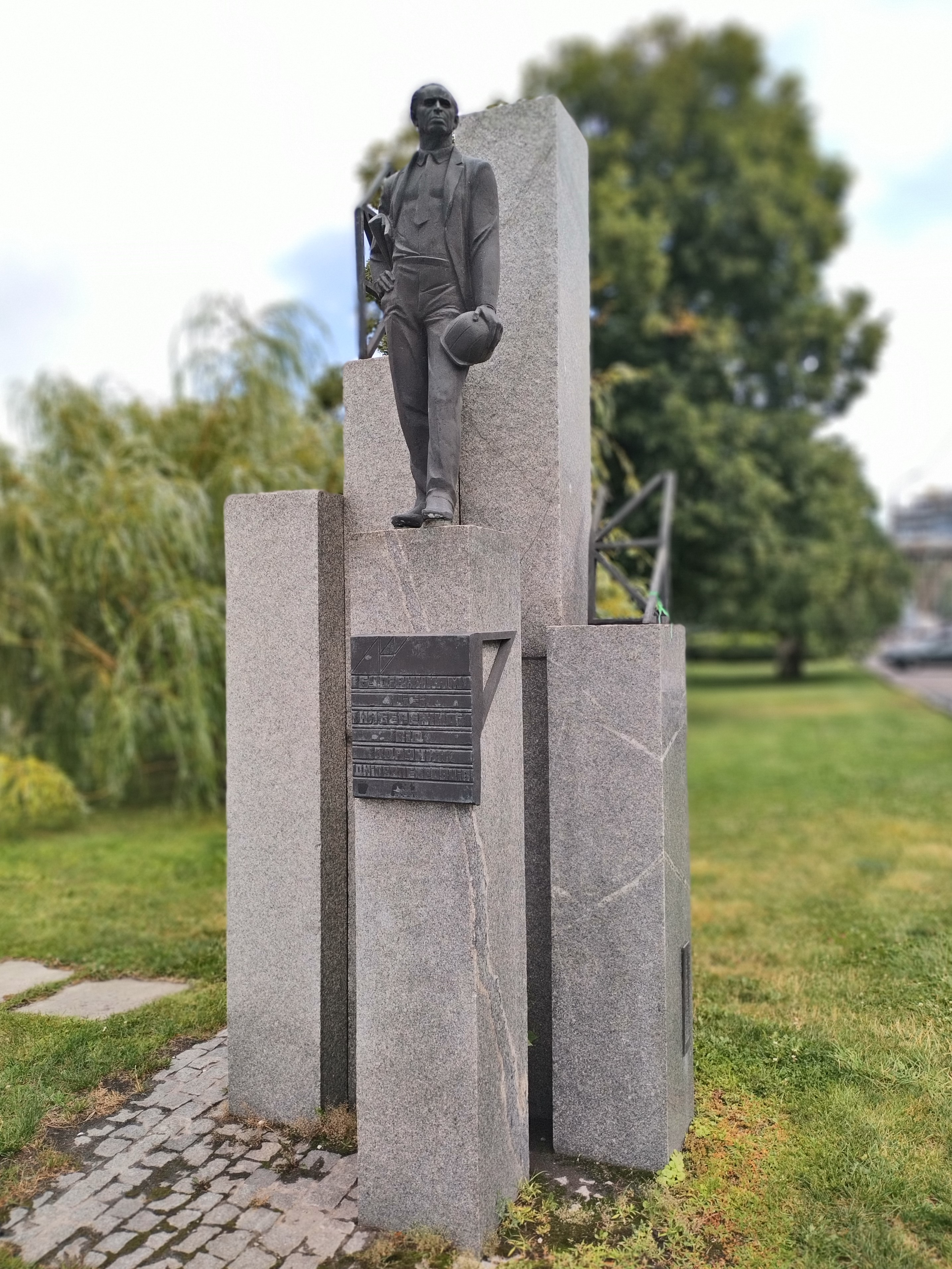
Пам'ятник будівельникам набережної

Причини, чому Катеринослав майже з перших років свого існування не мав впорядкованого виходу до річки, були більш економічні, ніж естетичні. Дніпро не грав значної ролі в економіці міста, тому що транзитному судноплавству заважали Дніпровські пороги нижче Катеринослава. Тільки торгівля лісом мала перспективи розвитку. Ось тому на правому березі Дніпра вже з кінця XVIII століття досить швидко зосередилися різноманітні лісопильні заводи, лісові пристані і склади. (До речі, нинішня вулиця Пастера, яка прилягає до Січеславської набережної в районі річкового вокзалу, в першій половині XIX століття носила назву Лісопильна.)
Навіть на рубежі XIX–XX століть картина місцевості не містила жодного натяку на сучасну набережну. Ось як описувалася прибережна смуга Катеринослава в 1910 році:
«Правобережний берег Дніпра, від залізничного моста та закінчуючи Ливарною вулицею, — один суцільний лісовий склад. Це центр лісового ринку, де відбувається продаж, скупка і розпилювання лісу. Сюди припливають плоти, тут вони розвантажуються. На березі кілька лісопилок, завалених вдень і вночі роботою, особливо в літню пору. Взагалі дніпровський берег вкрай запущений і засмічений. Завдяки відсутності будь-якого нагляду, він останнім часом перетворився на суцільний пункт звалища.»
Лише на початку XX століття були здійснені перші незначні кроки з благоустрою Дніпровського узбережжя. У районі виходу до Дніпра вулиці Йорданської (нині — Коцюбинського) влаштовували платні закриті купальні на воді «для благородної публіки». Знаходилися вони на палях в 20-ти метрах від берега, до них вели дощаті містки. Щорічно на свято Хрещення, проводився обряд освячення води зі спеціальної ополонки — Йордані (звідси і назва вулиці).
Але в дореволюційний період не було й мови про будівництво комплексного ансамблю набережної, навіть на початку 1930-х років місто все ще не мало виходу до Дніпра. Прибережна територія як і раніше становила скупчення промислових підприємств, пристаней і торгових приміщень з хаотичною забудовою.

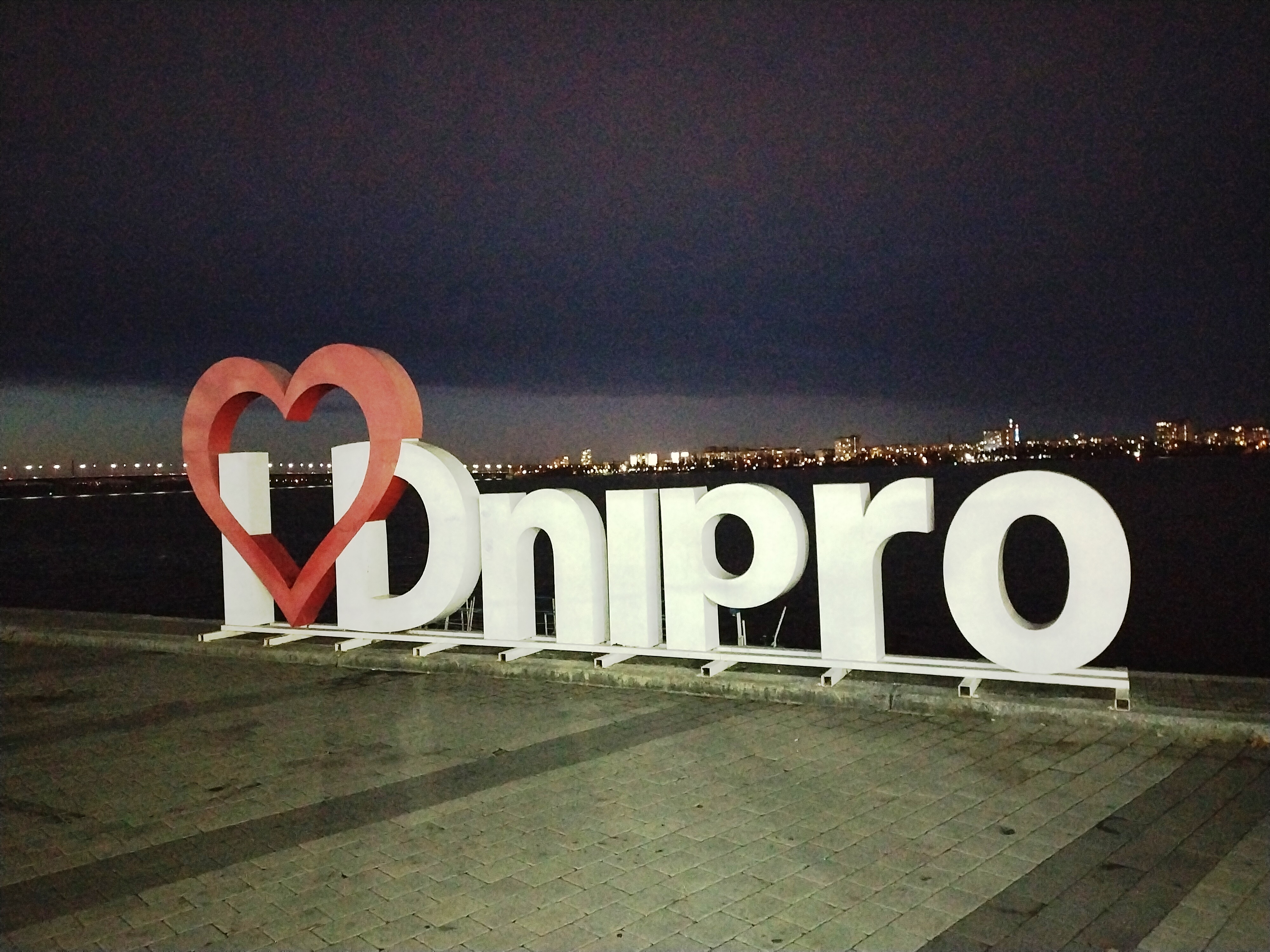
Арт-об'єкт "I love Dnipro"

Радянська влада, яка була стурбована повінню 7-10 травня 1931 року й неочікуваним підняттям рівня води у межах міста (будівництво ДніпроГЕСу у Запоріжжі ще тривало), замислилася про будівництво набережної в Дніпропетровську. Безпосереднім приводом для початку її будівництва стало прийняття нового генерального плану Дніпропетровська 1933 року, згідно із яким передбачалося перенесення центральної магістралі міста з проспекту Карла Маркса на дніпровську набережну.
Іншим важливим фактором, який дозволив розпочати процес формування набережної, стало введення в експлуатацію ДніпроГЕСу в 1932 році. Дніпровські пороги були затоплені, відкрилося транзитне судноплавство в середній та нижній течії річки до самого її гирла. Рівень води Дніпра в межах міста суттєво підвищився, в подальшому його вдалося стабілізувати. Це позбавило Дніпропетровськ від загрози руйнівних повеней.
7 січня 1934 року IV міська партійна конференція ухвалила рішення про будівництво рукотворного бар'єру — набережної — на правому березі Дніпра. У центральній обласній газеті «Зоря» з'явилася стаття з описом майбутнього Дніпропетровська, де, зокрема, зазначалося, що архітектурний ансамбль набережної повинен був складатися з комплексу грандіозних споруд: власне сама гранітна набережна з бульваром, Радіотеатр, Аероклуб. Але головний елемент — це дві найбільші нові споруди міста — Будинок державних установ та Будинок Червоної Армії. Конкурс на проєкт Будинку державних установ було проведено навесні 1934 року, проте завершився невдачею. Всі проєкти були виконані в стилі конструктивізму, який вже вийшов з моди і замінювався неокласичними зразками.
Перша черга будівництва набережної повинна була охопити берег Дніпра в районі виходів трьох вулиць — Московської (Мономаха), Залізної (Європейська), та Харківської. На алеях, перед прибудованими сходами до води, передбачалося розташувати фонтани.
Серед відомих архітекторів міста активну участь в початковій розробці архітектурного оформлення набережної взяв Генріх Львович Швецько-Вінецький. Він виконав проєкт Будинку Червоної Армії, який переміг на Всесоюзному конкурсі. Грандіозний будинок загальним об'ємом 100 000 кв. метрів мав стати архітектурною домінантою всієї прибережної частини. Він включав в себе зали для зборів на 900 та 360 місць, театральну сцену, бібліотеку, музей, ресторан, басейн, спортзал, готельні номери та інше. Спорудження Будинку Червоної Армії почалося в 1939 році і мало стати першим кроком формування архітектурного вигляду набережної. Однак до 1941 року вдалося звести лише цокольний поверх споруди. А в післявоєнний період цей амбітний проєкт так і не був реалізований.
Проєкт будівництва набережної передбачав і будівництво нового моста, який би пов'язував Новомосковське шосе на лівому березі з правобережною частиною. Але в реальності стаціонарний міст тут був побудований тільки в 1966 році. Щоправда, будівництво набережної й упорядкування території теж почалося лише в кінці 1950-х рр. До цього прибережна частина не була забудована.
З 1934 по 1940 роки вдалося впорядкувати лише невелику ділянку набережної від вулиці Леніна (Воскресенська) до Залізної (Європейська). З усього запланованого в середині 1930-х років була зведена лише облицьована гранітом підпірна стінка. Згодом в 1937 році роботи були законсервовані, головним чином, через недостатнє фінансування. Однак, роботи з облаштування набережної поновили в 1940 році між вулицями Харківською (нині в цьому місці знаходиться частина «Нового» моста) і Леніна (Воскресенська). Але на цей раз завершенню робіт завадив початок війни. Хоча роботи з благоустрою території для набережної все ж зрушили з місця, архітектурна частина проєктів залишилася лише на папері…
Тільки друга спроба будівництва набережної призвела до комплексного результату. Цілісна міська набережна, в тому числі й теперішня Січеславська, з'явилася тільки в кінці 1960-х — на початку 1970-х років під керівництвом Бориса Яковича Мільмана. При цьому були частково використані і довоєнні споруди. Інтенсивне будівництво почалося з кінця 1950-х рр. саме від ділянок, споруджених ще до війни. Велося воно відразу в двох напрямках: в сторону парку ім. Т. Г. Шевченко і до «Старого» мосту. Для захисту берега від руйнівної дії ґрунтових вод зводили дамбу з металургійних відходів заводу ім. Г. І. Петровського. В основу набережної засипали шлак, який доставляли спеціальною 10-кілометровою залізничною гілкою для укладання в дамбу.
В результаті, через сорок років після прийняття рішення про будівництво набережної, Дніпропетровськ отримав унікальну магістраль, після будівництва якої центральну її частину було названо на честь В. І. Леніна. На цей раз масштаби набережної перевершили навіть грандіозні плани 1930-х років.
У 2003 році та за 10 років знову, ПМЗ планував створити штучний півострів між готелем «Парус» та рестораном «Поплавок», на якому мав з'явитися Музей ракетно-космічної техніки, та встановити велику ракету «Зеніт». Але після встановлення металевих опор на намитому півострові роботи припинилися.
У 2005 році повністю реконструювали ділянку набережноїй між Центральним мостом і Фестивальним причалом.
У 2016 році, в рамках декомунізації в Україні, набережну імені Леніна було перейменовано на честь Січеслава — запланованої назви міста за часів УНР.

## Будівлі
- Амурський (Старий) міст;
- № 1 — Дніпровський річковий вокзал;
- № 1а — колишня Автобусна станція № 2;
- № 2 — Дніпровський річковий порт;
- № 5 — недобудований готель «Парус»;
- № 7 — ресторан «Поплавок»;
- № 10 — відділ державної реєстрації актів цивільного стану Центрального району;
- № 17 — Український державний інститут по проєктуванню металургійних заводів (Укрдіпромез);
- № 18 — Дніпровський університет імені Альфреда Нобеля;
- № 27н — Храм-пам'ятник на честь Святого Іоана Хрестителя;
- № 29 — Дніпроцивільпроект; Дніпропетровська місцева прокуратура № 3[6];
- № 29а — Головне архітектурно-планувальне управління Дніпровської міської ради; Центр Державного Земельного Кадастру; Відділ у Дніпровському районі Головного управління ДержГеоКадастру в Дніпропетровській області; Телекомпанія «9 канал»;
- Центральний міст;
- № 33/1 — Дніпровський цирк;
- № 33 — готель «Дніпропетровськ»;
- Фестивальний причал;
- № 53 — жк «Фестивальний» — будівництво 2009—2017 роки;
- Центральний парк Шевченка.

## Перехресні вулиці
- Заводська набережна
- площа Десантників
- вулиця Пастера
- вулиця Княгині Ольги
- вулиця Столярова
- вулиця Половицька
- вулиця Юліуша Словацького
- Воскресенська вулиця
- вулиця Володимира Мономаха
- Європейська вулиця
- Центральний (Новий) міст
- вулиця Володимира Великого
- вулиця Павла Нірінберга
- Крутогірний узвіз
- вулиця Поля
- Ливарна вулиця
- Кам'яна вулиця
- набережна Перемоги

## Транспорт
Східною частиною Січеславської набережної пролягає тролейбусний маршрут № 12, західною — тролейбусний маршрут № 2.

## Світлини
|                                                   |                                       |                              |                                   |
| Храм Іоанна Хрестителя на Січеславській набережні | Набережна в районі Центрального мосту | Пішохідна частина набережної | Вид на набережну з парку Шевченка |